# Adelir Antônio de Carli
Pour les articles homonymes, voir Carli.
Adelir Antônio de Carli (1967–2008), également connu au Brésil sous le nom de Padre Baloeiro ou Padre do Balão (''Père du ballon'' en français), est un prêtre catholique brésilien, mort durant une tentative pour réaliser un vol à l'aide d'une grappe de ballons gonflés à l'hélium, le 20 avril 2008. 
De Carli, parachutiste expérimenté, s'était lancé dans cette tentative pour récolter de l'argent qui devait servir à créer une zone de repos spirituel pour les camionneurs du port de Parana, dans la ville de Paranaguá.

## Défenseur des droits de l'homme
En 2006, de Carli avait dénoncé des violations des droits de l'homme contre des mendiants à Paraguana. À la suite de ces dénonciations, plusieurs agents municipaux furent arrêtés.

## L'aéronaute
Le but de de Carli dans ce type de vols était de battre le record mondial de 19 heures de vol. Durant un premier essai, le 13 janvier 2008, il réalise un vol d'une durée de quatre heures passant de Ampère (Paraná, Brésil) à San Antonio (Misiones, Argentine), sur une distance de 25 kilomètres. Avec 600 ballons, de Carli atteint une altitude de 5 300 m.
Le 20 avril 2008, après avoir décollé assis sur un siège attaché à 1 000 ballons, de Carli atteint une altitude de 6 000 mètres, avant de perdre le contact avec les autorités. Des restes de ses ballons furent trouvés par la suite flottant sur la mer.
De Carli était équipé d'un parachute, d'un casque et d'une combinaison étanche, d'un GPS, d'un téléphone portable, d'un téléphone satellite, de flotteurs, et d'au moins cinq jours de nourriture et d'eau. Toutefois, il ignorait la façon de se servir du GPS, comme il l'indique dans un de ses derniers appels aux sauveteurs.
Le 4 juillet 2008, la partie inférieure de son corps est retrouvée à une centaine de kilomètres des côtes de Macaé.

## Prix
- Darwin Award 2008[4].